# Natarosa
Natarosa är ett släkte av fjärilar. Natarosa ingår i familjen snigelspinnare.
Kladogram enligt Catalogue of Life:
| Natarosa | \| \| Natarosa ochrirubra \| \| \| \| \| \| Natarosa subrosea \| \| \| \| |
|          | \| \| Natarosa ochrirubra \| \| \| \| \| \| Natarosa subrosea \| \| \| \| |
|          | Natarosa ochrirubra                                                       |
|          |                                                                           |
|          | Natarosa subrosea                                                         |
|          |                                                                           |